# Ouxpo
Ouxpo és una amalgama de moviments artístics francesos amb caràcter avantguardista, proper a la Patafísica i basats en la imposició voluntària de restriccions artístiques. Ouxpo és un acrònim de Ouvroir d'X Potentielle (Taller de X Potencial), on X és el nom d'un art o similar. És una capçalera sota el qual s'inclou Oulipo, Oubapo, Outrapo i uns altres. Ouvroir és un concepte associat al treball i va ser utilitzat per Raymond Queneau en el sentit de treball artístic. Potentielle es referia a la capacitat o possibilitat de realitzar alguna cosa seguint unes determinades regles. En certa manera l'expressió equivaldria a l'elevació a l'enèsima potència.

## Història
Va ser creat en relació al Col·legi de Patafísica en 1960. El moviment Oulipo és actualment més conegut i el que millor ha sobreviscut a l'etapa d'ocultació del Col·legi de Patafísica.
Seguint amb els desitjos de François Li Lionnais i Raymond Queneau, els membres d'aquest grup, aquests treballadors a l'enèsima potència, haurien estat una prolongació per abastar totes les arts. Cadascun dels artistes o creadors es dedicarien a un camp concret de l'art en el qual analitzarien els trets preexistents i investigarien la potencialitat creativa de cada camp. La labor de coordinar aquest treball en les diferents disciplines va correspondre primer a François Li Lionnais, després a Noël Arnaud, i finalment Milie von Bariter.

## Subdivisions
En ordre de naixement: 
- Oulipopo, (littérature policière, krimliteraturo)
- OuPeinPo, (pintura)
- Outrapo, (tragicomèdia)
- Oubapo, (bande dessinée, o comics)
- Ouhispo, (història)
- Oumapo, (marionetes)
- Ouphopo, (photographie, fotografia)
- Oucipo, (cinema)
- Ou'inpo, (informàtica)
- Ouca(ta)po, (catàstrofe)
- Oupypo, (pygologie)
- Ouarchpo, (architecture, arquitectura)
- Oupolpot, (política)
- Ougrapo, (disseny gràfic)
- Oumypo, (MYspace)

Oumupo i Oucipo (Musica i Cinematografia) van néixer en un moment molt primerenc, però les dates són incertes i probablement van experimentar múltiples naixements. De fet, molt d'aquests moviments semblen coexistents. Oucuipo (dedicat a la cuina) va ser creat de manera marginal per a una activitat concreta.